# Namazu
Namazu（なまず）は、オープンソースの全文検索システム。UNIX系OS及びWindowsで動作する。

## 歴史
1997年、小中規模のメールアーカイブやWWWサーバ用の全文検索システムとして高林哲によって開発され、その簡便な使い勝手から1990年代末までに日本語圏における検索エンジンの代表格として普及した。2000年にバージョン2.0が公開されて以降は、Namazu Project名義による共同開発となっている。

## インデクシング
転置索引方式のインデックスを採用。Perl言語で書かれたmknmzコマンドにより生成される。形態素解析には、KAKASI・ChaSen・MeCabの分かち書き機能を使用する。
フィルタ機能により、HTML以外にもOffice文書、PDF、TeX等様々な形式の文書を検索対象とすることができる。

## 検索クライアント
作成されたインデックスを、C言語で書かれた“namazu”コマンドが動的に読み出して全文検索を行う。
検索フロントエンドには他に、C言語で書かれたCGIフロントエンド「namazu.cgi」、Perlで書かれた「pnamazu」、Windows用「search-s for Namazu」、Tcl/TkによるtkNamazu、Emacs用namazu.elなどがあり、各環境における検索ができる。